# Eleutherococcus trichodon
Eleutherococcus trichodon är en araliaväxtart som först beskrevs av Adrien René Franchet och Paul Amédée Ludovic Savatier och som fick sitt nu gällande namn av Hiroyoshi Ohashi.
Eleutherococcus trichodon ingår i släktet Eleutherococcus och familjen Araliaceae. Inga underarter finns listade i Catalogue of Life.